# Jeanne Atherden
Jeanne Atherden là một chính trị gia người Bermuda và lãnh đạo của phe đối lập trong Hạ viện Bermuda.  Bàtrở thành lãnh đạo phe đối lập sau khi giành được quyền lãnh đạo đảng của đảng đối lập lớn nhất, Liên minh One Bermuda, vào tháng 11 năm 2017. Năm 2008, bà được bổ nhiệm làm Thượng nghị sĩ và kể từ năm 2013, ông đã phục vụ như một nghị sĩ cho Pembroke West.